# Хорлешть (комуна)
Хорлешть, Хорлешті (рум. Horlești) — комуна у повіті Ясси в Румунії. До складу комуни входять такі села (дані про населення за 2002 рік):
- Богденешть (838 осіб)
- Скопосень (299 осіб)
- Хорлешть (1928 осіб)

Комуна розташована на відстані 313 км на північ від Бухареста, 16 км на захід від Ясс.

## Населення
За даними перепису населення 2002 року у комуні проживали 3065 осіб, усі — румуни. Усі жителі комуни рідною мовою назвали румунську.
Склад населення комуни за віросповіданням:
| Релігія       | Кількість осіб | Відсоток |
| ------------- | -------------- | -------- |
| православні   | 1850           | 60,4%    |
| римо-католики | 1195           | 39,0%    |
| адвентисти    | 20             | 0,7%     |